# Mercado Modelo
Le Mercado Modelo est un marché artisanal de Salvador de Bahia, au Brésil. Il se trouve dans le quartier de Comércio, à l'ouest de la ville, tout près du port et de la baie de Tous les Saints. L'ascenseur Lacerda se trouve immédiatement à proximité.

## Histoire
Le Mercado Modelo était destiné à répondre aux problèmes d'approvisionnement alimentaire de la ville basse de Salvador de Bahia. Sa construction a commencé en 1860 et s'est achevée en 1911. Il a ouvert en 1912.
Situé près de son emplacement actuel, il vendait aussi bien des produits frais, des céréales, des animaux, des cigares et de la cachaça que des objets pour le candomblé. Il était approvisionné par mer, à travers la Baie de Tous les Saints, directement par le quai qui porte son nom.

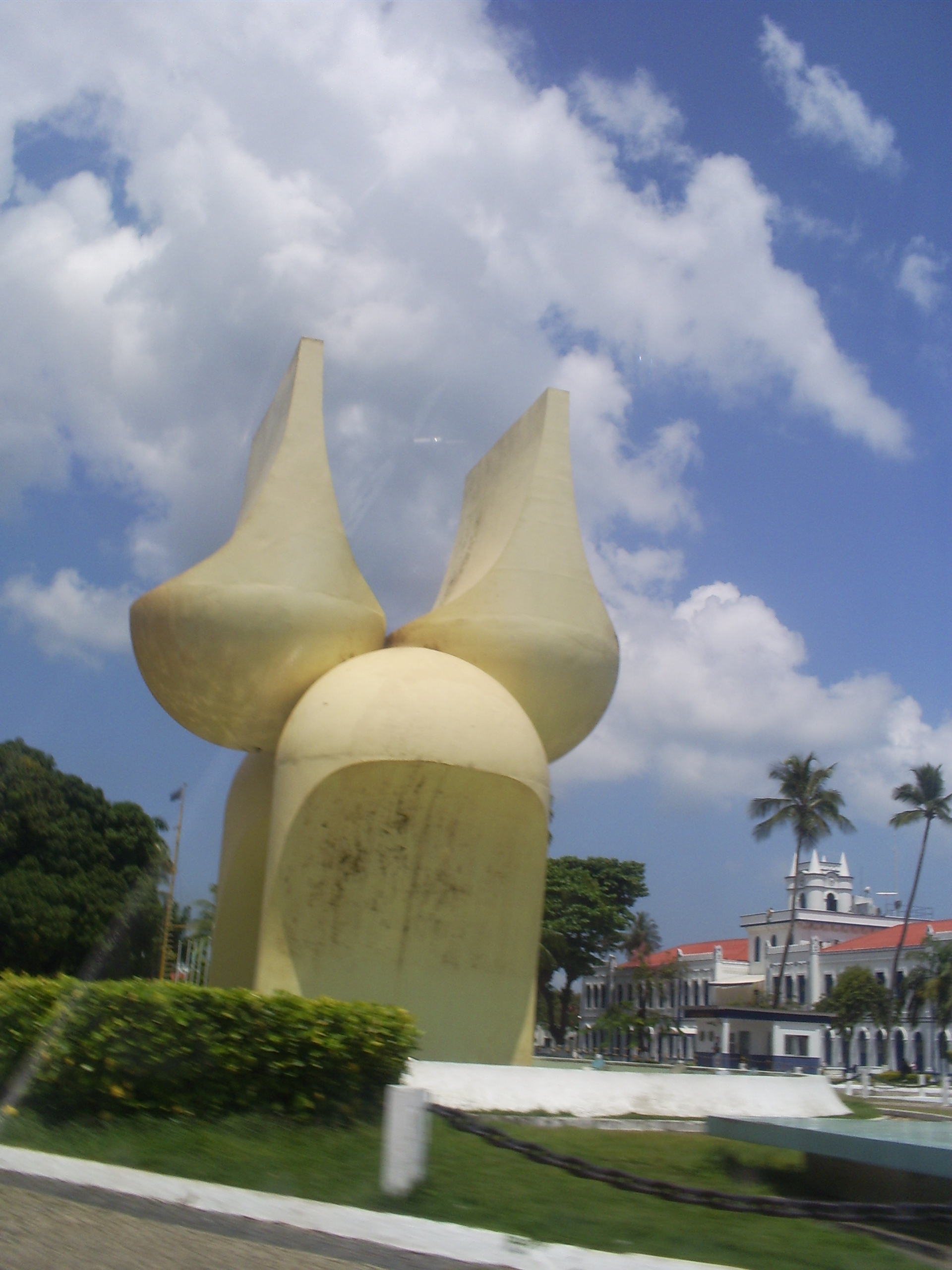
Sculpture de Mario Cravo à l'emplacement du premier Mercado Modelo.

En 1969, il a été victime de l'incendie le plus violent de son histoire, à tel point qu'il a fallu le démolir intégralement. Le 2 février 1971, il a été transféré dans le bâtiment des douanes, une construction néoclassique de 1861 protégée par l'Institut national du patrimoine artistique et historique (IPHAN). À son emplacement précédent a été érigée en 1972 une sculpture monumentale de Mário Cravo (pt).
Un nouvel incendie en 1984 a débouché sur la rénovation complète et la remise aux normes du bâtiment, qui a rouvert la même année.

## Incendies
Le Mercado Modelo a été au moins cinq fois la proie des flammes :
- 1917 : il existe peu d'informations au sujet de cet incendie, ce qui laisse penser qu'il n'a pas été catastrophique
- 1922 (7 janvier) : cet incendie a détruit presque entièrement le marché, qui a dû être provisoirement déplacé
- 1943 (28 février) : dommages partiels seulement
- 1969 (1er août) : cet incendie a été le plus grave, détruisant entièrement le bâtiment d'origine. Le marché a été transféré en 1971 dans l'ancien bâtiment des douanes, où il se trouve encore aujourd'hui.
- 1984 (10 janvier) : le marché a rouvert le 8 décembre de la même année, après réparation complète, changement de la toiture et mise aux normes anti-incendie.

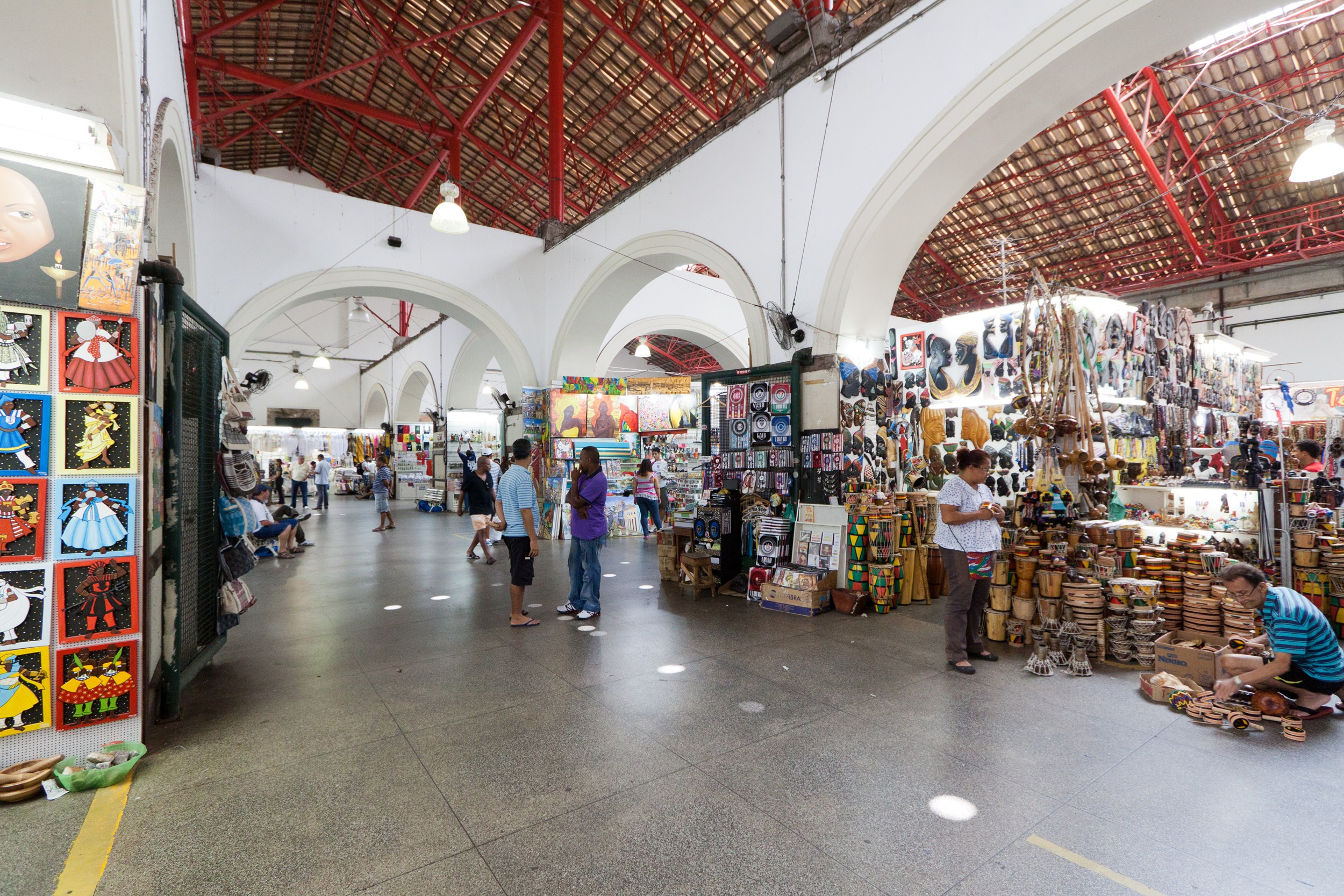
Aspect intérieur en 2012.